# Claude Michelet
Pour les articles homonymes, voir Michelet.
Claude Michelet, né le 30 mai 1938 à Brive-la-Gaillarde (Corrèze) et mort le 26 mai 2022 dans la même ville, est un écrivain français.
Son œuvre littéraire en fait un membre de la nouvelle école de Brive.

## Biographie
Ancien agriculteur, Claude Michelet est le fils d'Edmond Michelet, ministre du général de Gaulle. Il commence à écrire très tôt et sort un premier roman en 1965, La Terre qui demeure. Il réside avec son épouse Bernadette dans un hameau agricole établi sur une crête à quelques kilomètres au sud de Brive, Marcillac, partagé entre plusieurs membres de la même famille.
Son œuvre la plus connue à ce jour reste la saga des Vialhe, qui retrace la vie d'une famille d'agriculteurs de Saint-Libéral, petit village de Corrèze, au long du XXe siècle, dont le premier opus est le titre le plus connu, Des grives aux loups.
Son roman Les Promesses du ciel et de la terre donne également lieu à une épopée en trois volumes narrant l'histoire de jeunes Français partis chercher fortune au Chili à la fin du XIXe siècle ; leur histoire les mènera jusqu'au commencement des travaux du canal de Panama.
Son autobiographie, Une fois sept, raconte son enfance ainsi que les conditions de vie sous l'Occupation. Il y témoigne de l'éloignement de son père, Edmond Michelet, déporté à Dachau.
En 1984, il reçoit le prix Paulée de Meursault consistant en 100 bouteilles de vin de l'AOC Meursault.
De 2005 à 2010, Claude Michelet a été président du prix du livre sur l'environnement, de la Fondation Veolia Environnement.
Il meurt le 26 mai 2022 à l'âge de 83 ans dans son hameau de Marcillac, sur la commune de Brive-la-Gaillarde,.

## Décorations
- Chevalier de la Légion d'honneur
- Commandeur de l'ordre national du Mérite

## Œuvres

### Saga desGens de Saint-Libéral
- Dans la saga des Vialhe : 
  - Des grives aux loups, Robert Laffont, 1979  (ISBN 2-221-00344-6)[6], adapté sous forme de feuilleton télévisé en 1984 par Philippe Monnier Des grives aux loups est le premier tome de la saga des Vialhe. L’histoire se déroule à « Saint-Libéral sur Diamond », un petit bourg de Corrèze, près de la Dordogne. La Corrèze est un pays d’élevage et d’agriculture. Jean-Édouard vit et règne en maître sur son domaine de dix hectares et sur sa famille. Marié à Marguerite, ils auront trois enfants : Pierre-Édouard, Louise et Berthe. L’histoire se déroule des années 1899 à 1920, à l’aube d’un nouveau siècle et des nouvelles idées techniques et révolutionnaires et de la Première Guerre mondiale. Ainsi, Jean-Édouard, profitera de la construction de la voie ferrée pour faire des bénéfices et agrandir ses terres, Pierre–Édouard partira à la guerre, Louise quittera sa famille, bannie par son père car elle voulait se marier à une personne dont il ne voulait pas, et Berthe, après des longues années passées à subir les réprimandes de son père, quittera la maison familiale au petit matin du jour suivant celui de ses 21 ans pour aller vivre à Paris.
Prix Eugène Le Roy, 1979 ; prix des libraires, 1980.
  - Les palombes ne passeront plus, Robert Laffont, 1980  (ISBN 9-782221-005392) C’est quelques années après la guerre que l’on retrouve la famille Vialhe pour de nouvelles aventures. L’histoire se déroule des années 1930 jusqu’en 1968. La génération d’après la guerre évolue, les jeunes commencent à quitter les bourgs pour aller étudier et travailler en ville. À l’arrivée de la Seconde Guerre mondiale, tous les rêves de ces jeunes sont ruinés. Obligés de partir pour la guerre, ils doivent abandonner leurs projets d’études. Après la guerre, Jacques, l’aîné de Pierre et Mathilde, ayant dû arrêter ses études pour partir au combat, reprendra la terre des Vialhe sans grandes convictions. Paul, le second, s’était engagé dans la Résistance, et choisira de rester dans l'armée ; il tombera pendant la guerre d'Algérie. Leur sœur deviendra institutrice, et, avec son mari, ils seront bientôt les instituteurs de Saint-Libéral.
  - L'Appel des engoulevents, Robert Laffont, septembre 1990  (ISBN 9-782221-069455) Le troisième volet de la saga des Vialhe se déroule sur une plus courte durée. C’est en trois ans que Claude Michelet décide de poursuivre leur aventure. En 1974, la population n’a cessé de diminuer dans les bourgs. C’est ainsi que le village de Saint-Libéral ne compte plus que 304 habitants. Pierre-Édouard est devenu le doyen du village. Jacques continue d’exploiter la terre des Vialhe pendant que Dominique, son aîné, devenu ingénieur agronome et marié à Béatrice, part en Afrique travailler dans un élevage. Jo, la fille de Mauricette, quant à elle, part faire le tour du monde avec un photographe. Seul Jean, le fils de Guy, rêve de quitter Paris pour reprendre la terre des Vialhe, ce qui n’est pas du goût de son père, qui préférerait le voir faire des études.
  - La Terre des Vialhe, Robert Laffont, 1998 Le dernier tome de la saga débute en 1987. Saint-Libéral est devenu un village fantôme. L’auberge, le dernier souffle de vie du village, a fini par rendre les armes. Malgré tout, Mathilde et son ainé Jacques, bien que fatigués, sont toujours présents pour veiller sur la terre des Vialhe. Les jeunes Vialhe ne veulent pas reprendre la terre, connaissant trop bien les duretés de la vie d’un agriculteur. Qu’adviendra-t-il de la terre des Vialhe ?
- Dans la saga des Leyrac, Sous le soleil des Andes :
  - Les Promesses du ciel et de la terre, Robert Laffont, mars 1985
  - Pour un arpent de terre, Robert Laffont, septembre 1986
  - Le Grand Sillon, Robert Laffont, septembre 1988
  - La Nuit de Calama, Robert Laffont, mars 1994

### Autres
- La Terre qui demeure, 1965
- Mon père Edmond Michelet Prix des écrivains combattants, 1972
- J'ai choisi la terre, Robert Laffont, 1975 Prix des Volcans, 1975
- Cette terre est la vôtre, Robert Laffont, 1977
- La Grande Muraille, Robert Laffont, 1979
- Ils attendaient l'aurore
- Il était une fois dans la vallée
- Vive l'heure d'hiver
- Un drôle d'oiseau
- Rocheflame, Robert Laffont, juin 1982
- Une fois sept (autobiographie), Robert Laffont, mars 1983
- Le Périgord noir avec Anne-Marie Cocula ; dessins de Loustal, Paris : Autrement, 1988,  (ISBN 2-86260-266-3)
- Quatre saisons en Limousin, 1992
- Les Copains d'Aristide
- Histoires des paysans de France, 1996
- Les Défricheurs d'éternité, 2000
- Cette terre est toujours la vôtre, 2001
- Pour le plaisir, souvenirs et recettes, 2001
- En attendant minuit, avril 2004
- Quelque part dans le monde, 2006 Prix du Roman populaire, 2007
- Quand ce jour viendra, 2008
- Brut de décoffrage. Carnets, 1975-2015, Robert Laffont, 2015

### Adaptations et traductions
- Des grives aux loups, adaptation télévisée des deux premiers romans de la saga des Vialhe
- La tèrra que demòra, traduction en langue occitane de La terre qui demeure (2021, IEO Tarn Editions, Albi).